# Нижинская, Гульнара Гасановна
Гульнара Гасановна Нижинская (19 июля 1976, Пятигорск) — российская актриса кино и театра, ведущая мероприятий, продюсер. Член Союза писателей Израиля (с 2011 года).

## Биография
Родилась в городе Пятигорск Ставропольского края. Горская еврейка.
Отец — Гасан Борисович Мирзоев, Заслуженный юрист РФ.
В 1990 году, в связи с командировкой отца, вся семья уехала в США. Окончив школу в Нью-Йорке, через три года Гульнара вернулась в Россию, чтобы получить актёрское образование. Нижинской удалось поступить во ВГИК имени С. А. Герасимова на актёрский факультет к Анатолию Ромашину. По причине «ненадлежащего поведения» её отчисли на третьем курсе. В 1994 году она поступила в американскую театральную академию — Serguei Melkonian Drama Academy, на курс Сергея Мелконяна при театре «Арлекин».
В 1996 году, вместе со своим супругом, Гульнара создала «Нижинский театр».
В 1998 году Нижинская получила дополнительное образование в Международной мастерской Михаила Чехова (Mikhael Chekhov, International Workshop) в городе Страсбург (Франция). В 2001 году окончила ВТУ им. Б. В. Щукина, где училась у Александра Ширвиндта.
Работала в театре-кабаре «Летучая мышь» (2001—2003) и Театре Сатиры (2003—2004).
С 2002 года — арт-директор клуба ЦДА.
Популярность Нижинской принес сериал «Моя прекрасная няня», который вышел в 2004 году, где она сыграла Веру — подругу няни Вики.
В 2008 году актриса окончила Высшие курсы сценаристов и режиссёров (мастерская Владимира Меньшова).
С 2009 года — актриса Театра Киноактера и Независимой антрепризы Л. Живитченко.
В 2010 году стала заместителем художественного руководителя театра «Арлекин», креативным продюсером ТО S’kit media и советником президента Гильдии российских адвокатов по связям с общественностью.
В июле 2010 года Нижинскую избили в ночном клубе «Восемь с половиной», после чего актриса была госпитализирована в НИИ им. Склифосовского с серьёзными травмами.
С 2011 года — генеральный продюсер компании Luxema Production и художественный руководитель компании Luxema film.
В январе 2019 года как владелец прав на сценарий фильма «Я не такой. Я не такая» подала в суд на режиссёра Руслана Паушу. Летом 2019 года открыла «Гильдию экспертов красоты».

## Личная жизнь
Состояла в отношениях с актёром Борисом Тениным. Нижинская сейчас в разводе. У Нижинской есть сын Леонард.

## Награды
- 2011 год — Приз Международного фестиваля короткометражного кино и анимации Meters в номинации «Лучший экспериментальный фильм» за фильм «Близость.net» (режиссёр Гульнара Нижинская)[2].
- 2011 год — Победитель Фестиваля молодого кино «Зелёное яблоко» «Близость.net» «За создание минимальными средствами современного образа одиночества и попытки выхода из него» (режиссёр Гульнара Нижинская)[2].
- 2011 год — Приз Московского Международного фестиваля авторского кино «Art-Izo-Fest» в номинации «Лучшая операторская работа» за фильм «Близость.net» (оператор — Дмитрий Ефимкин).

## Роли в спектаклях
- «И. О. или Самый экстравагантный способ делать детей» (режиссёр: Павел Урсул) — Анна[2]
- «Старик и море» (режиссёр: Александр Коврижных) — Она[2]
- «Андрюша» (режиссёр: Александр Ширвиндт)[2]
- «Яблочный вор» — Шурочка[2]
- «Летели два крокодила» (режиссёр: Николай Бендера) — Женя[2]
- «Безумства любви» (режиссёр: Николай Бендера) — Сюзон[2]
- «Похищение Эллен» (режиссёр: Николай Бендера) — Франсуаза Менар[2]

## Фильмография
| Год  |   | Название                                   | Роль                                             |
| ---- | - | ------------------------------------------ | ------------------------------------------------ |
| 1997 | с | Змеиный источник                           | героиня сериала                                  |
| 2002 | с | Кодекс чести                               | ассистентка в театре                             |
| 2001 | с | Пассажир без багажа                        | Светлана                                         |
| 2004 | с | Бальзаковский возраст, или Все мужики сво… | подруга Сони, серия «Свидания в пятницу вечером» |
| 2004 | с | Расстояние                                 | Она                                              |
| 2004 | с | Операция «Цвет нации»                      | пленница в лесу                                  |
| 2004 | с | Кодекс чести 2                             | заложница                                        |
| 2004 | с | Аэропорт                                   | журналистка Ирэн                                 |
| 2005 | с | Танец гремучих змей                        | Алла                                             |
| 2005 | с | Моя прекрасная няня                        | Вера Романюк                                     |
| 2005 | с | Кулагин и партнёры                         | Дарья Пирогова                                   |
| 2005 | с | Охота на асфальте                          | Полякова                                         |
| 2005 | с | Вызов                                      | Нина, секретарь Грачука                          |
| 2005 | с | Студенты                                   | Светлана Звенигородцева                          |
| 2005 | с | Солдаты                                    | стриптизёрша Багира                              |
| 2005 | с | Люби меня                                  | девушка на остановке                             |
| 2005 | с | Никто не знает про секс                    | девушка на балконе                               |
| 2006 | с | Великолепная четверка                      | Лиза                                             |
| 2006 | с | Бес в ребро                                | Лиза                                             |
| 2006 | с | Всегда говори всегда 3                     | Лена                                             |
| 2007 | с | Закон и порядок                            | телефонистка                                     |
| 2008 | с | Город соблазнов                            | Конеген                                          |
| 2008 | с | Простить. Понять                           | подруга                                          |
| 2009 | с | След                                       | Марго                                            |
| 2010 | с | Любовь и прочие глупости                   | Майка                                            |
| 2010 | с | Всегда говори всегда 7                     | Лена                                             |
| 2012 | с | Любовь без страховки                       | Ольга                                            |
| 2013 | с | Лорд. Пес полицейский                      | Надежда Еремина                                  |
| 2014 | с | В спорте только девушки                    | Моника                                           |
| 2014 | с | День дурака                                | Альбина                                          |
| 2016 | с | Семейные обстоятельства                    | Ксана                                            |
| 2016 | с | Кризис нежного возраста                    | эпизодическая роль                               |
| 2017 | с | Золотая парочка                            | Виолетта                                         |
| 2017 | с | Лови момент                                | Мария Петровна                                   |
| 2018 | ф | Непрощённый                                | эпизодическая роль                               |
| 2018 | ф | Сундук                                     | Лариса                                           |
| 2022 | с | Дылды                                      | проводница                                       |
| 2022 | ф | С кем рядом                                | Имя персонажа не указано                         |
| 2023 | ф | Rockфор                                    | Элеонора                                         |